# Campeonato Brasileño de Fútbol 2009
El Campeonato Brasileño de Fútbol 2009 fue la 54.ª edición del Campeonato Brasileño de Serie A. El mismo comenzó el 9 de mayo de 2009 y finalizó el 6 de diciembre del corriente año.
El título se decidió en la última jornada a favor del Flamengo, que ganó el quinto título en su historia tras vencer a Grêmio por 2-1 en el estadio Maracaná, ante una multitud récord de cerca de 85.000 espectadores.

## Sistema de competición
El sistema de juego es el mismo de las temporadas anteriores. Los 20 equipos participantes se enfrentarán en partidos de ida y vuelta en un sistema de todos contra todos. El equipo con más puntos en la tabla de clasificación, será quien se corone cómo campeón. A su vez, los cuatro equipos que finalicen con menos puntos en la tabla de clasificación descenderán y jugarán la Serie B del siguiente año.

## Equipos participantes

### Ascensos y descensos
| Pos. | Descendidos en la temporada 2008 |
| ---- | -------------------------------- |
| 17.º | Figueirense                      |
| 18.º | Vasco da Gama                    |
| 19.º | Portuguesa                       |
| 20.º | Ipatinga                         |

| Pos. | Ascendidos de la Serie B 2008 |
| ---- | ----------------------------- |
| 1.º  | Corinthians                   |
| 2.º  | Santo André                   |
| 3.º  | Avaí                          |
| 4.º  | Grêmio Barueri                |

### Información de equipos
| Equipo              | Ciudad         | Estadio           | Capacidad | Posición 2008 |
| ------------------- | -------------- | ----------------- | --------- | ------------- |
| Atlético Mineiro    | Belo Horizonte | Mineirão          | 75.783    | 12.º          |
| Atlético Paranaense | Curitiba       | Arena da Baixada  | 25.180    | 13.º          |
| Avaí                | Florianópolis  | Ressacada         | 15.000    | 3.º Serie B   |
| Botafogo            | Río de Janeiro | Engenhão          | 44.000    | 7.º           |
| Corinthians         | São Paulo      | Pacaembu          | 37.952    | 1.º Serie B   |
| Coritiba            | Curitiba       | Couto Pereira     | 38.000    | 9.º           |
| Cruzeiro            | Belo Horizonte | Mineirão          | 75.783    | 3.º           |
| Flamengo            | Río de Janeiro | Maracanã          | 82.238    | 5.º           |
| Fluminense          | Río de Janeiro | Maracanã          | 82.238    | 14.º          |
| Goiás               | Goiânia        | Serra Dourada     | 50.049    | 8.º           |
| Grêmio              | Porto Alegre   | Olímpico          | 45.000    | 2.º           |
| Grêmio Barueri      | Barueri        | Arena Barueri     | 16.419    | 4.º Serie B   |
| Internacional       | Porto Alegre   | Beira Rio         | 56.000    | 6.º           |
| Náutico             | Recife         | Aflitos           | 19.800    | 16.º          |
| Palmeiras           | São Paulo      | Palestra Itália   | 29.876    | 4.º           |
| Santo André         | Santo André    | Bruno José Daniel | 15.157    | 2.º Serie B   |
| Santos              | Santos         | Vila Belmiro      | 21.256    | 15.º Serie B  |
| São Paulo           | São Paulo      | Morumbi           | 67.428    | 1.º Campeón   |
| Sport               | Recife         | Ilha do Retiro    | 30.520    | 11.º          |
| Vitória             | Salvador       | Barradão          | 35.632    | 10.º          |

## Tabla de posiciones
| Pos. | Equipo              | PJ | PG | PE | PP | GF | GC | Dif. | Pts. |
| ---- | ------------------- | -- | -- | -- | -- | -- | -- | ---- | ---- |
| 1.º  | Flamengo (C)        | 38 | 19 | 10 | 9  | 58 | 44 | +14  | 67   |
| 2.º  | Internacional       | 38 | 19 | 8  | 11 | 65 | 44 | +21  | 65   |
| 3.º  | São Paulo           | 38 | 18 | 11 | 9  | 57 | 42 | +15  | 65   |
| 4.º  | Cruzeiro            | 38 | 18 | 8  | 12 | 58 | 53 | +5   | 62   |
| 5.º  | Palmeiras           | 38 | 17 | 11 | 10 | 58 | 45 | +13  | 62   |
| 6.º  | Avaí                | 38 | 15 | 12 | 11 | 61 | 52 | +9   | 57   |
| 7.º  | Atlético Mineiro    | 38 | 16 | 8  | 14 | 55 | 56 | -1   | 56   |
| 8.º  | Grêmio              | 38 | 15 | 10 | 13 | 67 | 46 | +21  | 55   |
| 9.º  | Goiás               | 38 | 15 | 10 | 13 | 64 | 65 | -1   | 55   |
| 10.º | Corinthians         | 38 | 14 | 10 | 14 | 50 | 54 | -4   | 52   |
| 11.º | Grêmio Barueri      | 38 | 12 | 13 | 13 | 59 | 52 | +7   | 49   |
| 12.º | Santos              | 38 | 12 | 13 | 13 | 58 | 58 | 0    | 49   |
| 13.º | Vitória             | 38 | 13 | 9  | 16 | 51 | 57 | -6   | 48   |
| 14.º | Atlético Paranaense | 38 | 13 | 9  | 16 | 42 | 49 | -7   | 48   |
| 15.º | Botafogo            | 38 | 11 | 14 | 13 | 52 | 58 | -6   | 47   |
| 16.º | Fluminense          | 38 | 11 | 13 | 14 | 49 | 56 | -7   | 46   |
| 17.º | Coritiba            | 38 | 12 | 9  | 17 | 48 | 60 | -12  | 45   |
| 18.º | Santo André         | 38 | 11 | 8  | 19 | 46 | 61 | -15  | 41   |
| 19.º | Náutico             | 38 | 10 | 8  | 20 | 48 | 71 | -23  | 38   |
| 20.º | Sport Recife        | 38 | 7  | 10 | 21 | 48 | 71 | -23  | 31   |

|                                      |
| Bandera del estado de Río de Janeiro |
| Campeón C. R. Flamengo 5.º título    |

|  |                                                                          |
|  | Campeón y clasificado para la Segunda fase de la Copa Libertadores 2010. |
|  | Clasificado para la Segunda fase de la Copa Libertadores 2010.           |
|  | Clasificado para la Primera fase de la Copa Libertadores 2010.           |
|  | Clasificado para la Copa Sudamericana 2010.                              |
|  | Descendido a la Serie B 2010.                                            |

- Pts=Puntos; J=Partidos Jugados; G=Partidos Ganados; E=Partidos Empatados; P=Partidos Perdidos; GF=Goles Anotados; GC=Goles Recibidos; Dif=Diferencia de goles
- Criterios de clasificación: 1.º puntos; 2.º partidos ganados; 3.º diferencia de goles; 4.º goles a favor; 5.º resultados cara a cara; 6.º menor cantidad de tarjetas rojas recibidas; 7.º menor cantidad de tarjetas amarillas recibidas; 8.º sorteo.

1. ↑  Clasificado como campeón de la Copa de Brasil 2009.

## Goleadores
| Jugador           | Jugador             | Goles | Equipo           |
| ----------------- | ------------------- | ----- | ---------------- |
| Bandera de Brasil | Diego Tardelli      | 19    | Atlético Mineiro |
| Bandera de Brasil | Adriano             | 19    | Flamengo         |
| Bandera de Brasil | Val Baiano          | 18    | Barueri          |
| Bandera de Brasil | Washington          | 17    | São Paulo        |
| Bandera de Brasil | Alecsandro          | 16    | Internacional    |
| Bandera de Brasil | Roger               | 15    | Vitória          |
| Bandera de Brasil | Marcelinho Paraíba  | 14    | Coritiba         |
| Bandera de Brasil | Wellington Paulista | 14    | Cruzeiro         |
| Bandera de Brasil | Jonas               | 14    | Grêmio           |
| Bandera de Brasil | Kléber Pereira      | 14    | Santos           |
| Bandera de Brasil | Felipe              | 13    | Goiás            |
| Bandera de Brasil | Souza               | 13    | Grêmio           |
| Bandera de Brasil | Nunes               | 13    | Santo André      |
| Bandera de Brasil | Ronaldo             | 12    | Corinthians      |